# Bobovac (Klina)
Pour les articles homonymes, voir Bobovac (Homonymie).
Bubavec en albanais et Bobovac en serbe latin (en serbe cyrillique : Бобовац) est une localité du Kosovo située dans la commune/municipalité de Klinë/Klina et dans le district de Pejë/Peć. Selon le recensement kosovar de 2011, elle compte 1 753 habitants.

## Démographie

### Évolution historique de la population dans la localité
| 1948 | 1953 | 1961 | 1971 | 1981  | 1991  | 2011  |
| ---- | ---- | ---- | ---- | ----- | ----- | ----- |
| 543  | 538  | 628  | 822  | 1 122 | 1 439 | 1 753 |

|  |

### Répartition de la population par nationalités (2011)
En 2011, les Albanais représentaient 99,89 % de la population.